# Hyalocystis popovii
Hyalocystis popovii är en vindeväxtart som beskrevs av Bernard Verdcourt. Hyalocystis popovii ingår i släktet Hyalocystis och familjen vindeväxter. Inga underarter finns listade i Catalogue of Life.